# Eddie Van Halen
Edward Lodewijk Van Halen (Nimega, 26 de gener de 1955 - Santa Monica, Califòrnia, 6 d'octubre de 2020) fou un músic neerlandès, guitarrista i pianista cofundador el 1972 amb el seu germà, el bateria Alex Van Halen, el baixista Mark Stone i el cantant David Lee Roth de la banda de hard rock Van Halen. L'any 2007 va entrar al Rock and Roll Hall of Fame com a membre de la banda. El 2020 fou considerat per la revista Guitar World com el quart millor guitarrista de la història.

## Guitarres

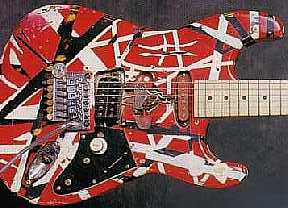
La guitarra "Frankenstrat" d'Eddie Van Halen.

Eddie va utilitzar guitarres personalitzades al llarg de la seva carrera. La primera que va triar era una Gibson Les Paul, però hi va canviar la pastilla P90 original del pont per un humbucker per sonar com l'Eric Clapton. Se l'associa sobretot amb la que Frankenstrat, (un mot creuat entre Frankenstein i Stratocaster) una guitarra personalitzada que es va fer ell per peces. El cos de freixe i el mànec d'auró li van costar 130 dòlars, mentre que el cos el va comprar per 50 dòlars perquè la fusta tenia un nus. El braç del trèmolo el va agafar al principi d'una Fender Stratocaster de 1958, i després el va canviar per un braç Floyd Rose. La guitarra tenia una única pastilla Gibson PAF al pont, treta d'una Gibson ES-335, que va tancar amb parafina per evitar el feedback. La Frankenstrat al principi estava pintada de negre, però li va posar una capa de pintura de bicicleta Schwinn vermella el 1979.
Per a la gira de Van Halen del 2012, i les actuacions televisives de principis de 2015, va utilitzar una guitarra Wolfgang USA acabada en negre amb batedor de banús. Per a la gira de 2015, va fer servir una guitarra Wolfgang USA blanca dissenyada per Chip Ellis, amb un interruptor personalitzat.
A més, va contribuir enormement al desenvolupament del sistema Floyd Rose per l'afinació de la guitarra, i fins i tot va patentar el seu propi dispositiu anomenat "D-tuner", que permet afinar la 6a corda de la guitarra d'un E (Mi) a D (Re) i viceversa en un sol moviment.